# Palais épiscopal de Vabres-l'Abbaye
Le palais épiscopal de Vabres-l'Abbaye est un palais situé à Vabres-l'Abbaye, en France.

## Localisation
Le palais est situé sur la commune de Vabres-l'Abbaye, dans le département français de l'Aveyron.

## Historique
L'édifice est inscrit au titre des monuments historiques en 1983.